# Confit byaldi
Le confit byaldi ou confit bayaldi est un nom utilisé par diverses sources pour décrire le plat réalisé par le chef français Michel Guérard en 1976 (sous le nom de confit bayaldi) ou son adaptation par le chef américain Thomas Keller, conseiller culinaire du film Ratatouille (qu'il appelle dans son propre livre de recettes byaldi tout court).

## Histoire
Il s'agit d'une variante de la ratatouille, du tian provençal, etc. de la cuisine occitane. Le nom « bayaldi » vient du plat de la cuisine turque İmam bayıldı, composé d'aubergines farcies et d'huile d'olive. Le premier "a", phonétiquement superflu en langue anglaise, a disparu dans la version américaine.

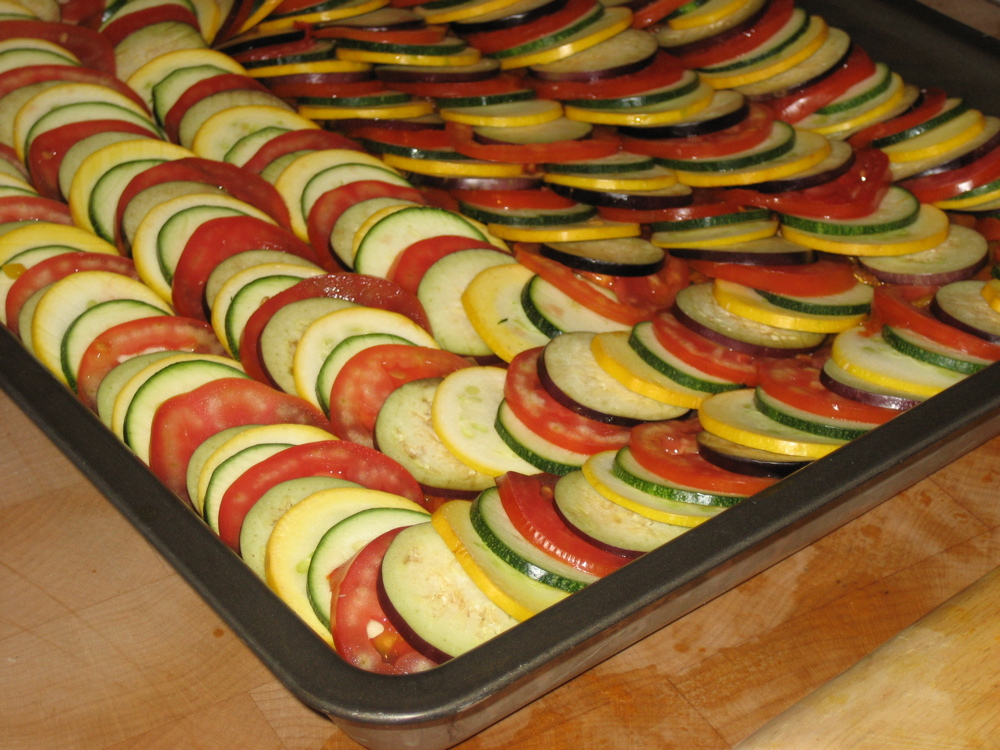
Préparation
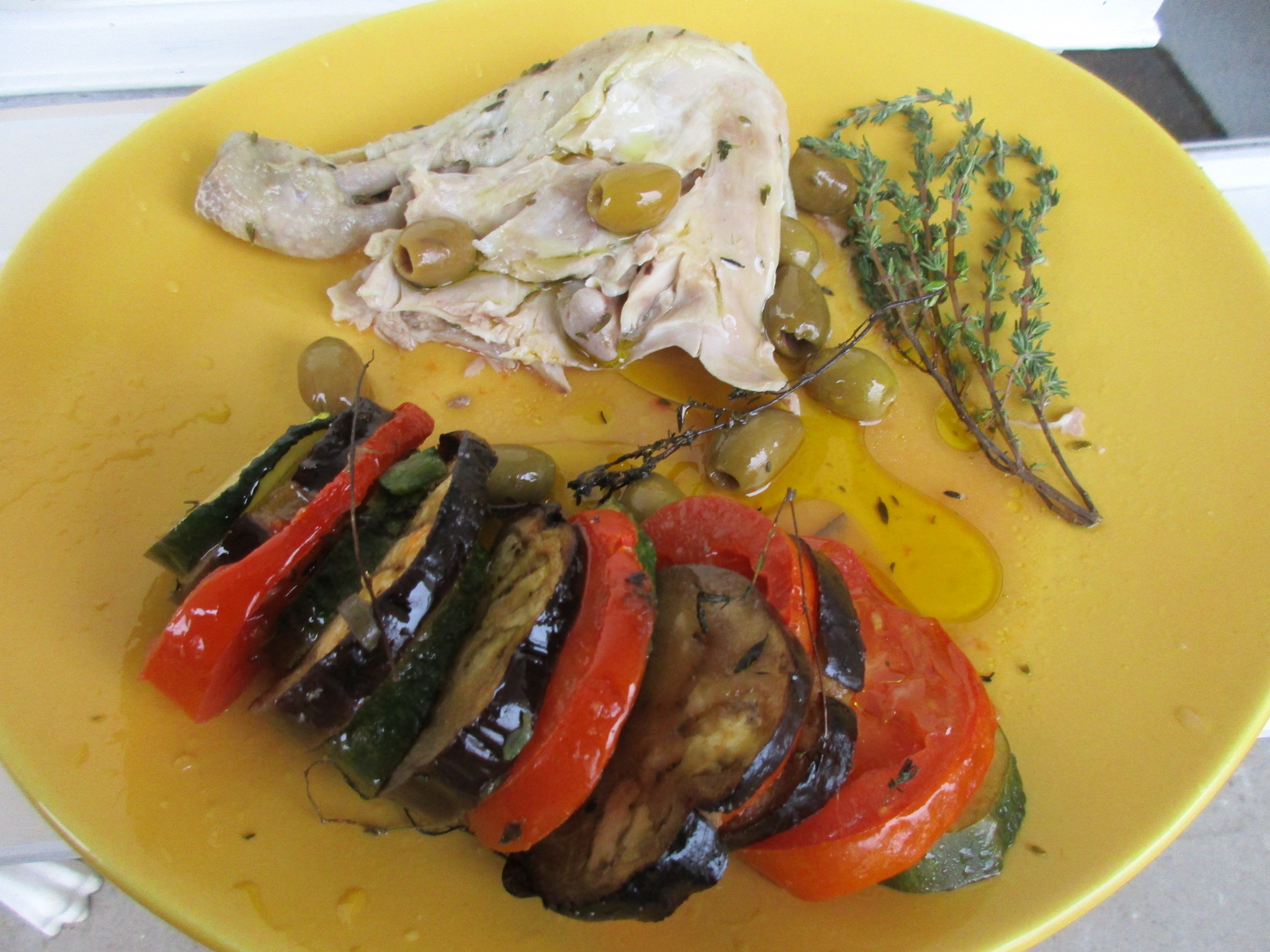
Tian niçois
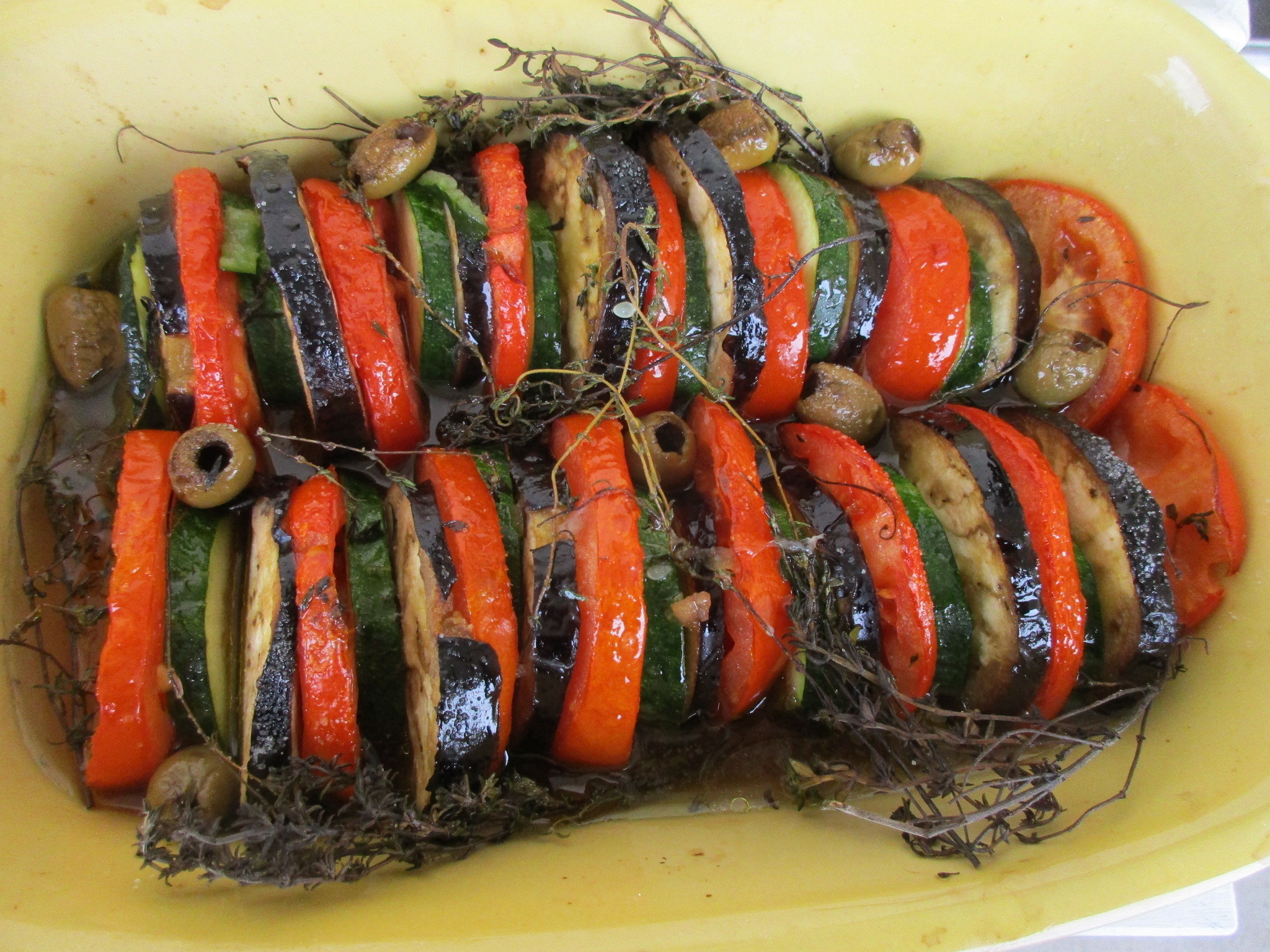
Tian niçois

## Recette de Thomas Keller
Brad Lewis, producteur du film Ratatouille, passe deux jours dans le restaurant californien The French Laundry, du chef cuisinier Thomas Keller, et lui demande comment il cuisinerait la ratatouille si le plus célèbre critique gastronomique du monde devait lui rendre visite. Keller lui répond qu'il la cuisinerait selon la recette de confit byaldi de son ouvrage culinaire The French Laundry Cookbook de 1999.
Le plat est ainsi celui que donne à voir le film Ratatouille,,,.
Thomas Keller la prépare avec une piperade composée de poivrons grillés finement hachés et réduits, d'oignons jaunes, de tomates, d'huile d'olive, d'ail, et d'herbes aromatiques. La piperade est répartie sur une plaque de cuisson, recouverte d'une juxtaposition de fines tranches de courgettes, de courges jaunes, d'aubergines, et de tomates, puis le tout est cuit au four pendant deux heures. Le plat est finalement passé au gril avant le service, et servi avec une vinaigrette au vinaigre balsamique,.

## Au cinéma
- 2007 : Ratatouille des studios Pixar : plat cuisiné par le rat Rémy au critique gastronomique Anton Ego.